# Patinação artística sobre rodas
A patinação artística sobre rodas é um esporte semelhante à patinação artística no gelo, mas onde os competidores usam patins com quatro rodas em vez de patins com lâminas côncavas. Na patinação artística, existem várias disciplinas: figuras, livre, duplas, quarteto, show, dança. 
Patinadores artísticos usam patins quad ou inline, embora os patins quad sejam mais tradicionais e significativamente mais comuns. Geralmente, patinadores quad e inline competem em eventos separados e não uns contra os outros. A patinação artística inline foi incluída nos campeonatos mundiais desde 2002 em Wuppertal, Alemanha . 
O esporte é semelhante à sua versão de inverno, com algumas diferenças nos movimentos, técnica e julgamento. Muitos patinadores de gelo começaram na patinação sobre rodas ou vice-versa. Os famosos patinadores de gelo que já competiram na patinação sobre rodas incluem Brian Boitano, Tara Lipinski e Marina Kielmann . 
A patinação artística sobre rodas é frequentemente considerada mais difícil porque o gelo permite que o patinador utilize fios profundos para impulsionar ao realizar saltos como Lutz ou Axel, além do fato de patins com rodas serem mais pesados do que seus equivalentes no gelo, tornando o salto mais difícil.

## Modalidades
- Figuras: o patinador segue a linha do círculo da figura em uma borda específica. As figuras tornam-se progressivamente mais complexas com a adição de voltas e o uso do terceiro círculo (semelhante às antigas figuras obrigatórias no gelo).
- Livre: o patinador executa um programa a solo com saltos, passos e piões de acordo com a música escolhida.
- Pares Artísticos: uma dupla mista (composta por um atleta do gênero masculino e uma atleta do gênero feminino) executam saltos, corrupios e elevações acima da linha da cabeça, em sincronia de acordo com a música escolhida.

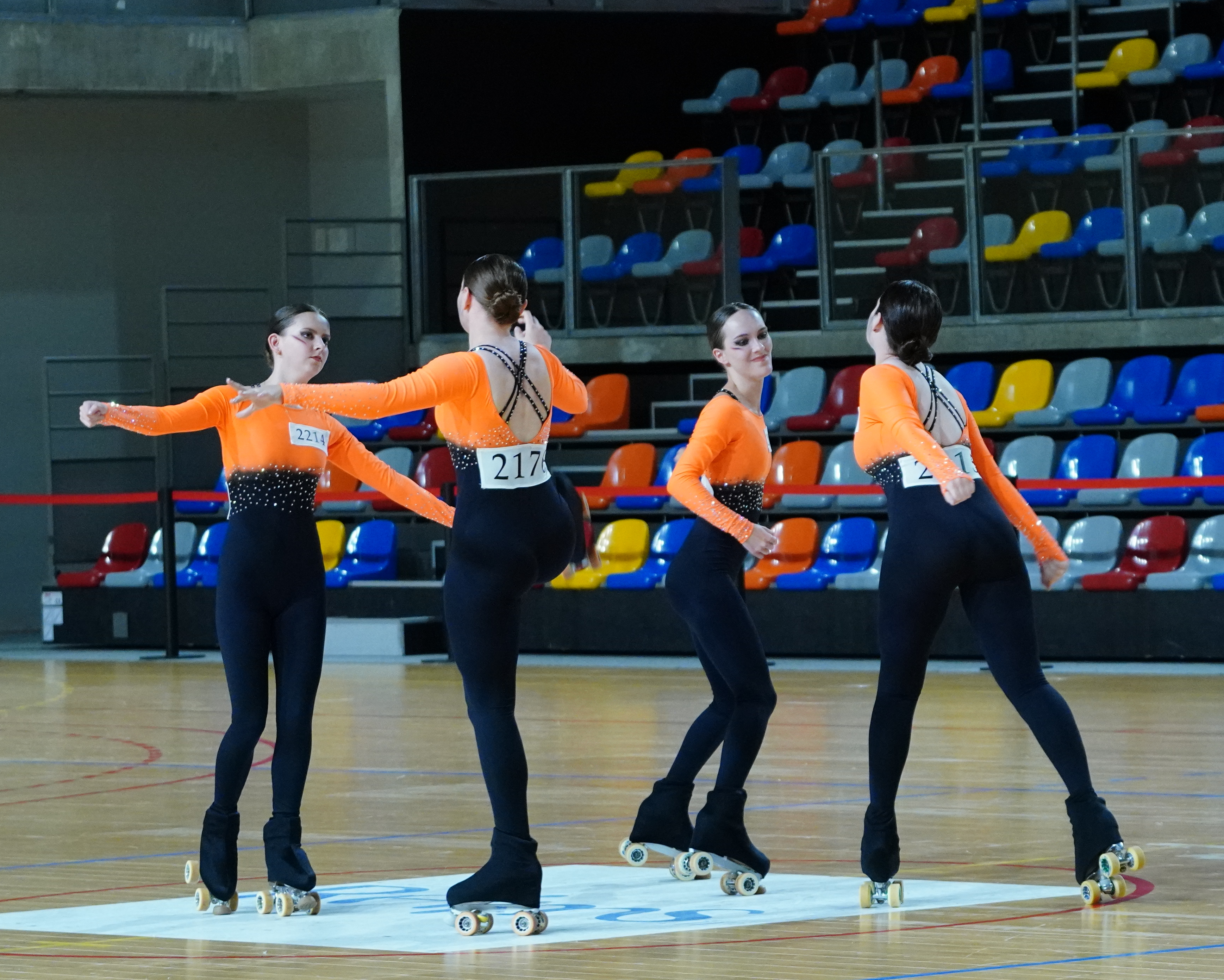
Competição em quartetos

- Quartetos: um programa temático realizado por uma equipa de quatro patinadores onde se apresenta saltos, piões, movimentos acrobáticos e várias variantes de formações.
- Show & Precisão: dentro desta modalidade existem duas categorias: Grupos Pequenos e Grupos Grandes. Os Grupos Pequenos é uma equipa, com o máximo de 12 patinadores, que apresentam um programa com movimentos acrobáticos, variantes de formações, como por exemplo uma formação de um quadrado que passa para uma formação em linha, e alguns saltos. Os Grupos Grandes é uma equipa, com o mínimo de 12 patinadores, que apresentam um programa com movimentos acrobáticos e variantes de formações. Esta modalidade é fortemente focada na teatralidade e na coreografia de acordo com a música escolhida.
- Solo Dance: o patinador executa um programa, a solo, onde representa em patins o tema e a música escolhida. Nesta modalidade existem dois programas que o patinador tem que apresentar: a Style Dance e a Free Dance. A Style Dance inclui uma secção que é uma dança obrigatória, mas o resto do programa é uma coreografia original de acordo com o tema dado. A Free Dance é um programa completamente com coreografia original que tem como requisitos: Travelling Sequence, Choreo Setor Sequence, Cluster Sequence, Artistic Footwork Sequence e Footwork Sequence. Em campeonatos até ao escalão de Juvenil, o patinador tem que apresentar três programas, sendo duas Danças Obrigatórias e uma Free Dance. Esta modalidade é fortemente focada no trabalho de pés e coreografia e há restrições aos saltos e piões.
- Dança: com a mesma base que Solo Dance, mas com a diferença que é executada em duplas mistas (um patinador masculino e outro feminino), nas quais a sincronização é essencial. Esta modalidade contém algumas restrições nos saltos, corrupios e nas elevações, onde a patinadora não pode passar a linha da cabeça do patinador.